# Dzierżno (powiat myszkowski)
Dzierżno – wieś w Polsce położona w województwie śląskim, w powiecie myszkowskim, w gminie Poraj.
1 stycznia 2011 roku wieś liczyła 306 mieszkańców. 
W latach 1975–1998 miejscowość należała administracyjnie do województwa częstochowskiego.